# Ophiodes
Ophiodes és un gènere de sauròpsids (rèptils) escatosos de la família Anguidae.
No presenten membres anteriors i els posteriors amb prou feines arriben als 10 mm. Són endèmics d'Amèrica del Sud.

## Classificació
El gènere Ophiodes inclou les espècies següents:
- Ophiodes intermedius
- Ophiodes striatus
- Ophiodes vertebralis
- Ophiodes yacupoi